# Schwarzenburg (distrikt)
Schwarzenburg var fram till 31 december 2009 ett amtsbezirk i kantonen Bern, Schweiz.

## Geografi

### Indelning
Schwarzenburg var indelat i fyra kommuner:
- Albligen
- Guggisberg
- Rüschegg
- Wahlern